# Pfarrkirche Thüringen

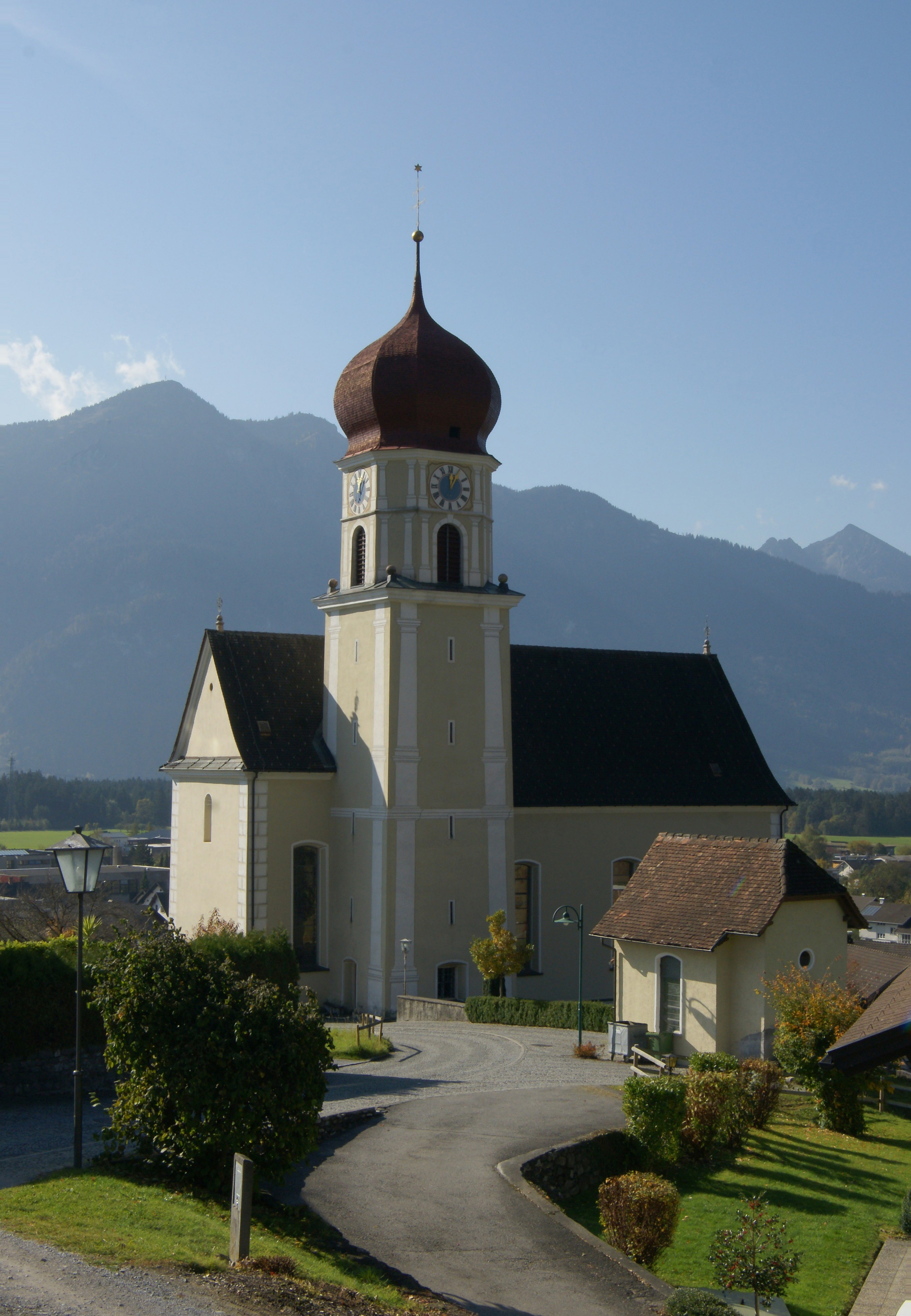
Pfarrkirche St. Stephan in Thüringen

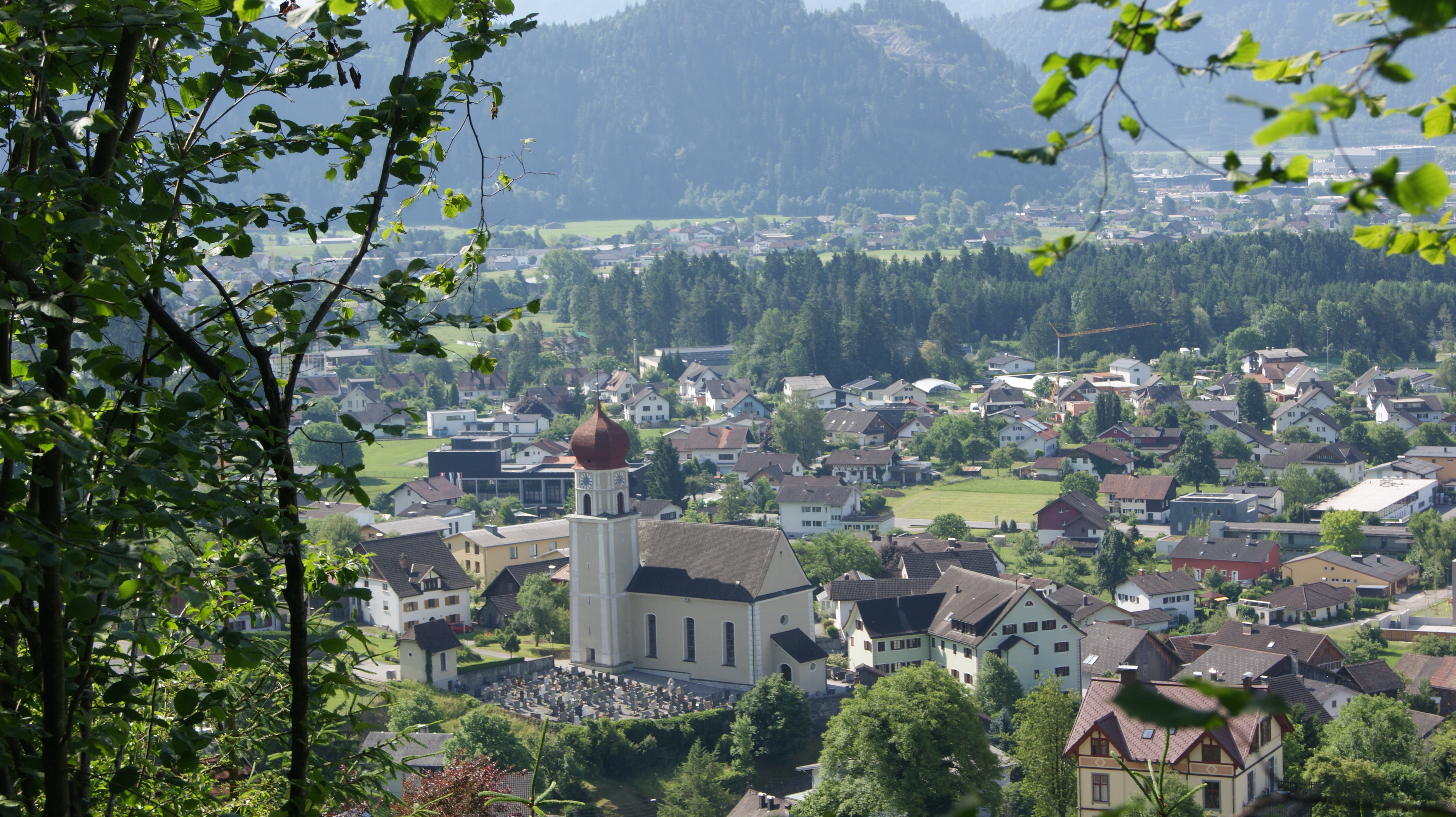
Position der Kirche auf einer Anhöhe über dem Dorf

Die römisch-katholische Pfarrkirche St. Stephan befindet sich auf einer Anhöhe über dem Dorfzentrum der Gemeinde Thüringen in Vorarlberg. Sie gehört zum Dekanat Walgau-Walsertal der Diözese Feldkirch. Die Kirche und der Friedhof stehen unter Denkmalschutz. Es existiert eine Filialkirche Hl. Anna gegenüber der Musikmittelschule weiter südlich des Ortskerns.

## Geschichte

### Vorgängerbau
Als erstes Bauwerk an dieser Stelle wird im Rätischen Reichsurbar (ein Güterverzeichnis, erstellt um 850) schon ein Gotteshaus genannt. 1360 fand eine Weihe der wahrscheinlich zweiten Kirche an dieser Stelle durch Bischof Burcard von Chur statt. Verschiedene bauliche Veränderungen (Einbau von weiteren spätgotischen Altären um 1488 etc.) bedingten eine weitere Weihe durch den Weihbischof von Chur, Stefan Tschuggli, im Jahr 1509.

### Bau der heutigen Kirche
Die heutige Kirche wurde unter dem Weingartner Abt Sebastian Hyller zwischen 1712 und 1714 wegen Baufälligkeit des Vorgängerbaues neu errichtet. Nur der untere Teil des Turms auf der Nordseite ist etwas älter, der Turm selbst ist durch einen Aufsatz und eine Zwiebelkuppel erhöht worden. Erst am 13. Juli 1721 konnte die Kirche durch den Churer Fürstbischof Ulrich VII von Federspiel eingeweiht werden. Bauliche Veränderungen erfolgten 1805–1806, als ein neuer Steinboden aus Bürser-Marmor eingelassen und Joseph Bergöntzle eine neue Orgel auf der
Westempore erbaute.

### Außen- und Innenraumrenovierung 1979–1985
Nach verschiedenen kleineren Renovierungen und Umbauten erfolgte 1979–1985 die letzte große Außen- und Innenraumrenovierung. Dabei wurden zunächst das Turmkreuz restauriert und die Zwiebel neu eingedeckt. Daraufhin erhielt die Glockenstube neue Jalousien, das gesamte Kirchendach wurde neu eingedeckt und neuer Außenputz wurde aufgebracht. Die Fenster erhielten eine isolierende Verglasung.
Im Inneren der Kirche wurden die Altäre und das Chorgestühl restauriert sowie eine Bankheizung eingebaut. Der Boden besteht seither aus Parkett und Marmor. Außerdem mussten die Stiege zur Empore und die Kirchenbänke auf der Empore erneuert werden. Die markanteste Veränderung ist der Umbau der Kommunionbank zu einem Volksaltar und einem Ambo nach Plänen von Baumeister Fritz Winkler.

## Ausstattung und Besonderheiten

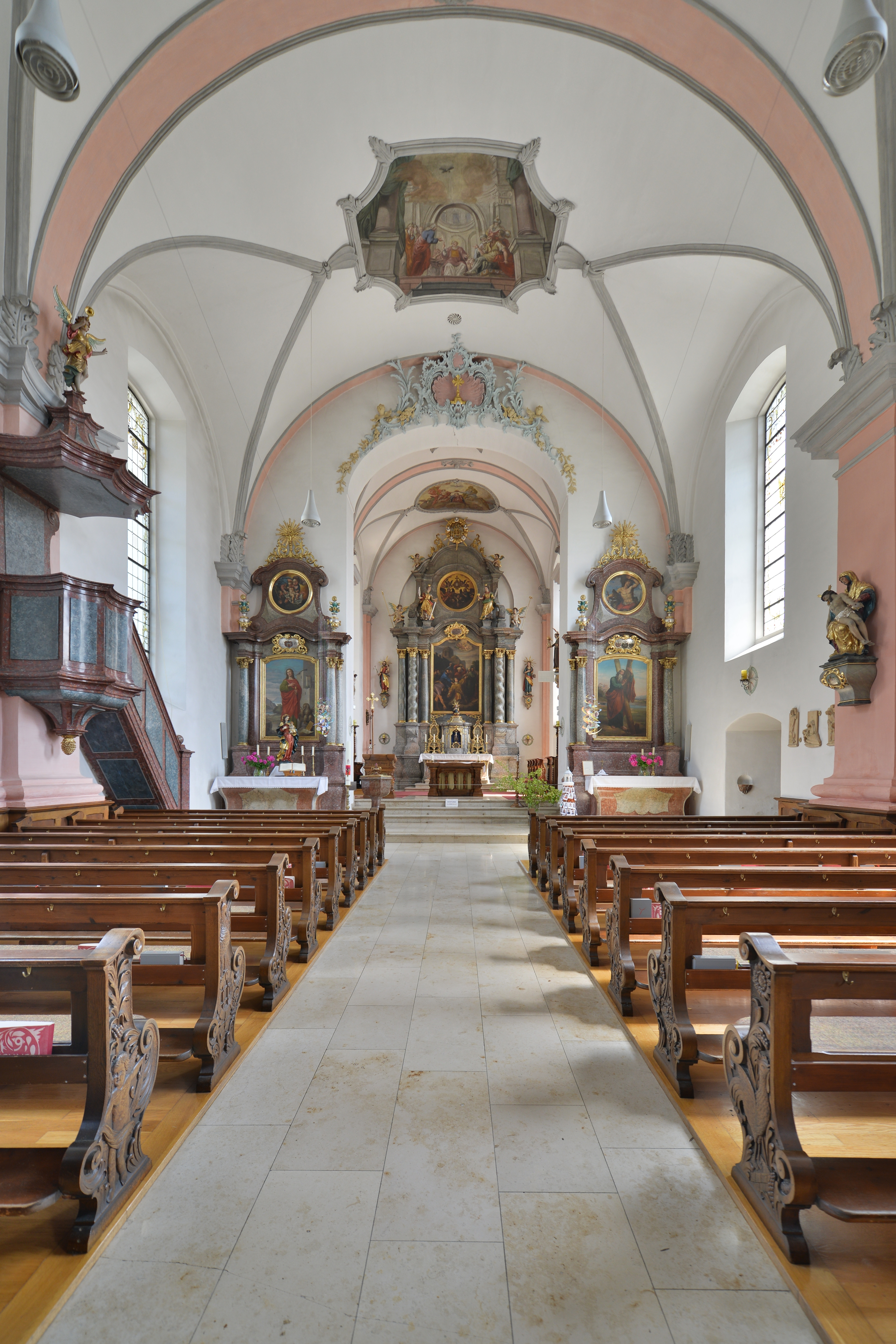
Blick zum Hochaltar mit Bild Steinigung des Stephanus und den beiden Seitenaltären

Eine Besonderheit ist die überdachte, hölzerne Kirchenstiege, durch die man von Südwesten her
trockenen Fußes vom Dorf herauf direkt zum Portal der Kirche gelangt.
- Hochaltarbild: Steinigung des Hl. Stephanus
- Freskobilder im Chor und Schiff von Jos. Andreas Jehly, 1820.
- Seitenaltarbilder wurden durch Jos. Andreas Jehly durch Gemäldedarstellungen des St. Andreas und der St. Johannes ersetzt.
- Terrazzo-Fußboden, Kirchenbestuhlung und Fensterverglasung, neu 1910–1912.
- Die Kommunionbank wurde nach dem zweiten vatikanischen Konzil nach Plänen des Thüringer Baumeister Fritz Winkler zu einem neuen Volksaltar und Ambo umgestaltet.
- Muttergottesstatue und Krippenfiguren von 1982.

Im Jahr 1932 würde die Türe des Hauptportals wurde vom Thüringer Schreinermeister Otto Stuchly völlig erneuert.
Größere Renovierungen fanden danach wieder ab dem Jahr 1979 und im Jahr 1997 statt, bei letzterer erhielt die
Kirche bezüglich der Stuckdekorationen, Rahmen und Kapitelle das Aussehen von 1820 zurück.

## Glockengeläut
Vor dem Ersten Weltkrieg bestand das Geläut der Pfarrkirche aus fünf Glocken:
- Große Glocke von 1815; 46 Zentner
- Die Paur’sche Glocke; gestiftet 1716 durch Andreas von Paur
- 13-Zentner-Glocke von 1815
- Fünf-Zentner-Glocke von 1846
- Kleine gotische Totenglocke

Die beiden Glocken aus dem Jahr 1815 ersetzten zwei Glocken aus den Jahren 1595 und 1665, die auch zum Guss der neuen Glocken verwendet wurden. Bis auf die kleine Totenglocke überstanden diese fünf Glocken den Krieg jedoch nicht, daher wurde 1922 ein neues Bronzegläute angeschafft. Im Jahr 1942 mussten wegen des Zweiten Weltkriegs wieder alle Glocken bis auf die kleine gotische Glocke abgegeben werden. Letztere wurde zum gleichen Zeitpunkt gegen das Käferglöckle von 1509 aus der St. Annakirche, das wieder als Totenglocke Verwendung fand, eingetauscht.
1950 wurden daher wieder vier neue Glocken angeschafft, von denen zwei bis heute noch als Glocke 2 und 3 zu hören sind. Die Heimkehrerglocke mit 457 kg (Ton a°) wurde 1972 in die St. Annakirche überstellt und durch eine neue Grassmayr-Glocke ersetzt. Die große Glocke mit 2895 kg (Ton h°) musste 1976 aufgrund eines Risses neu gegossen werden. Die heutige Disposition im Turm der Pfarrkirche ist also folgende:
- Große Glocke (Ton h°): 2818 kg, Grassmayr 1976 (ersetzt beschädigte Glocke von 1950), Klöppel neu 2017
- Glocke 2 (Ton dis1): 1310 kg, Grassmayr 1950
- Glocke 3 (Ton fis1): 795 kg, Grassmayr 1950
- Glocke 4 (Ton gis1): Grassmayr 1972 (ersetzt die Heimkehrerglocke von 1950)
- Totenglocke: gegossen 1509 für die St. Annakirche, seit 1942 in der Pfarrkirche

Die vier größeren Glocken läuten gemeinsam zum Gottesdienst und bilden zusammen ein sogenanntes Salve-Regina-Geläute, nach den Anfangstönen des Salve Regina (Dur-Sext-Akkord).
Die große Glocke von 1976 erhielt 2017 einen neuen, weicheren, Klöppel.

## Orgel

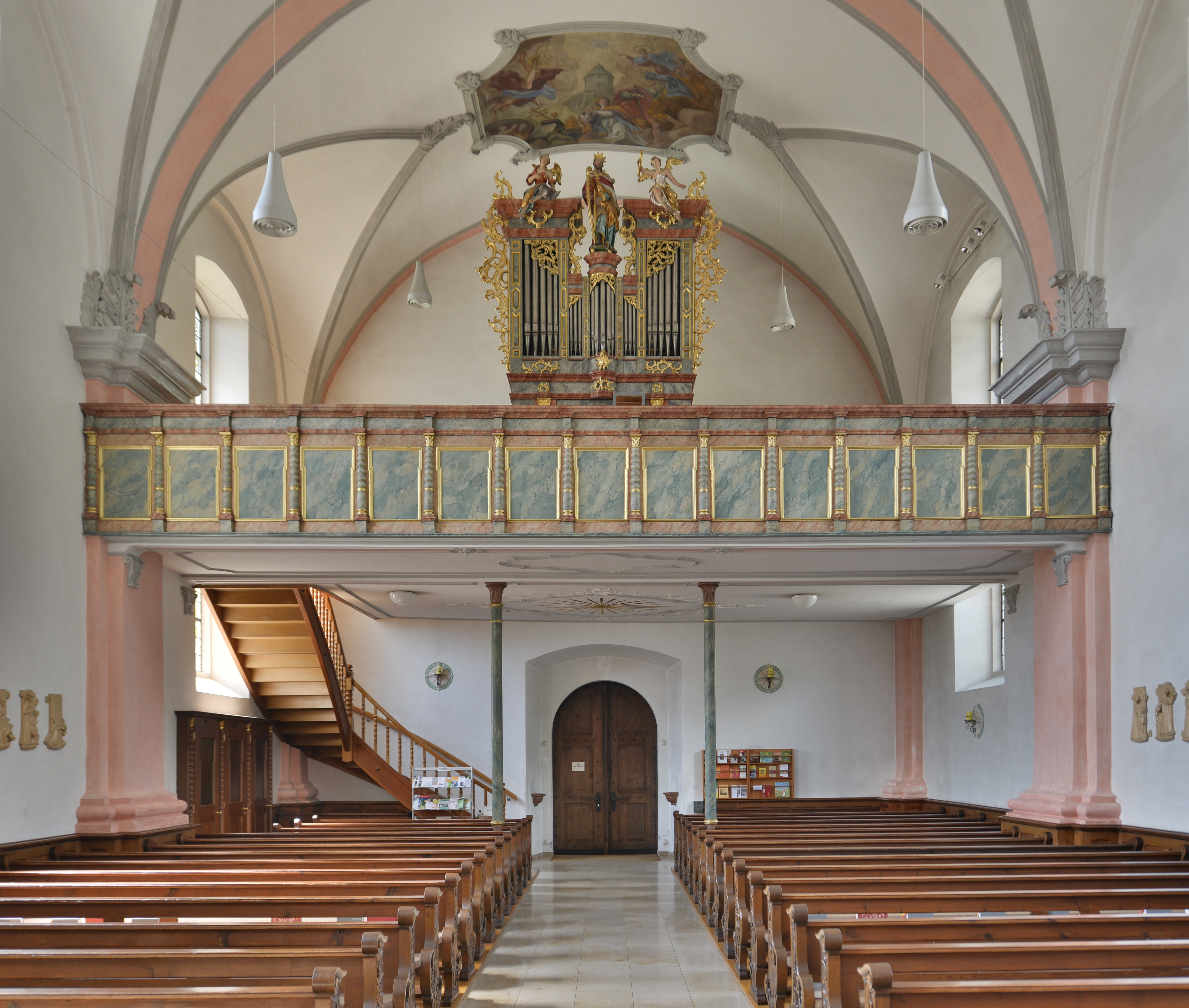
Standort der Orgel auf der Westempore

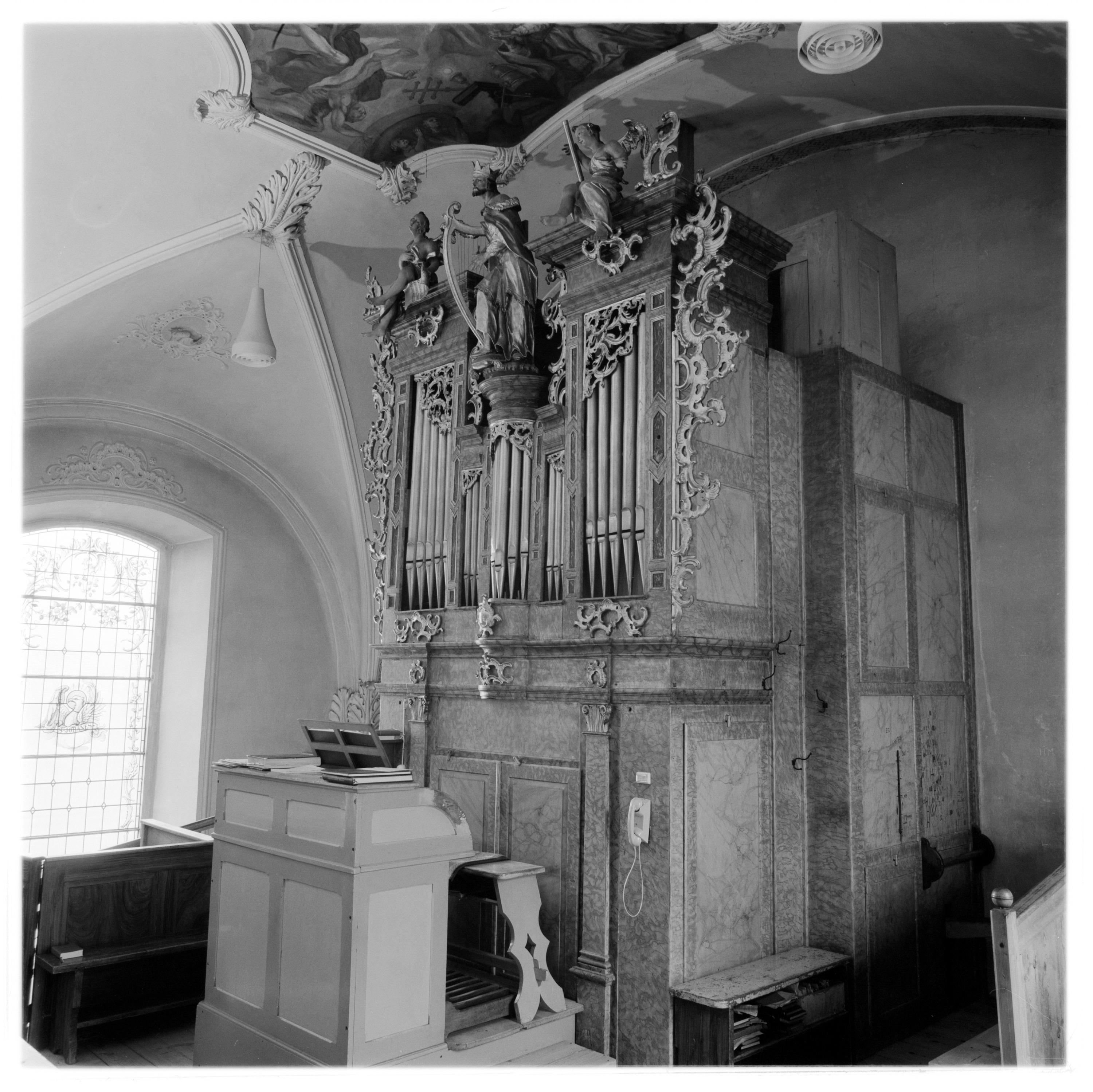
Orgel im pneumatischen Zustand von 1932 vor dem Zurückversetzen in den Originalzustand im Jahr 1985

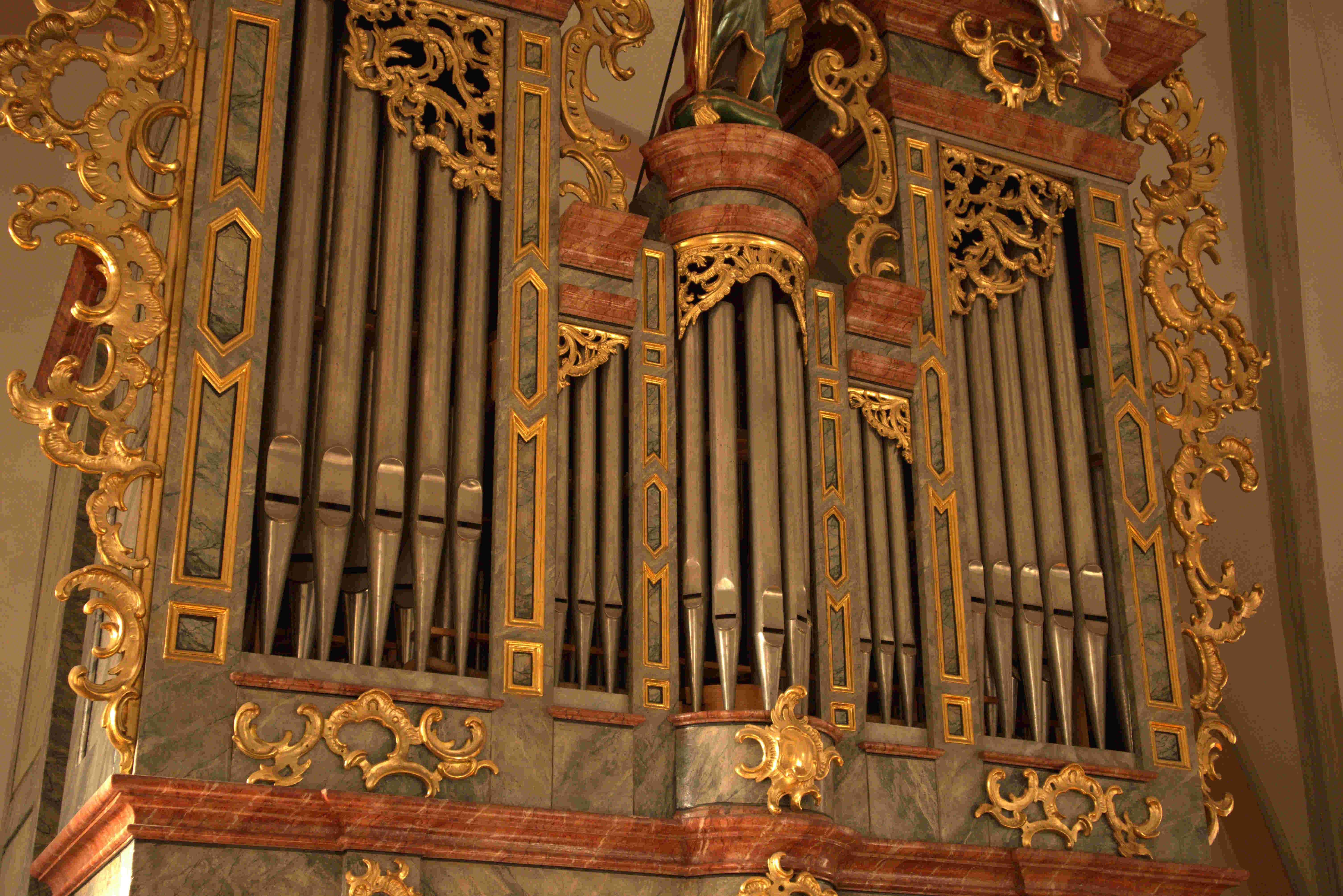
Orgelprospekt im Bergöntzle-Gehäuse

1773 wurde in der Pfarrkirche St. Stephan eine Orgel errichtet, die jedoch bereits 1805 nach Thüringerberg
verlegt wurde. Der elsässische Orgelbauer Joseph Bergöntzle erbaute daraufhin in Thüringen ein neues
Werk mit 15 Registern. Dessen Gehäuse und die Pfeifen des Hauptwerks sind heute im Wesentlichen erhalten. Restauriert und pneumatisiert wurde diese Orgel 1932 von der Firma Gebr. Mayer aus Altenstadt.
Im Zuge der Innenraumrestaurierungen musste die Orgel 1980 abgebaut werden und konnte erst 1985 wieder vom
Gisinger Orgelbauer Martin Pflüger, weitgehend zurückversetzt in den Originalzustand, aufgebaut werden. Das Instrument verfügt heute über 16 Register, verteilt auf zwei Manuale und
Pedal. Die Spiel- und Registertraktur sind mechanisch. Die Disposition lautet:
| Hauptwerk C–f3  |       |
| Bourdon (ab c0) | 16′   |
| Montre          | 8′    |
| Bourdon         | 8′    |
| Praestant       | 4′    |
| Flute           | 4′    |
| Cornet (ab c1)  | 5f.   |
| Doublette       | 2′    |
| Mixtur          | 1 ⁄3′ |

| Positiv C–f3 |       |
| Rohrflöte    | 8′    |
| Koppelflöte  | 4′    |
| Nasard       | 2 ⁄3′ |
| Gemshorn     | 2′    |
| Scharff      | 1′    |

| Pedal C–d1 |     |
| Subbass    | 16′ |
| Octavbass  | 8′  |
| Choralbass | 4′  |

- Koppeln:: I/P, II/P, I/II

## Friedhof
Die St.-Stephans-Kirche wird von einem Friedhof umgeben, der mit Mauern umfriedet ist. Am Friedhof
befindet sich die Andreas-von-Paur-Kapelle, ein offener Bau aus dem 18. Jahrhundert, er beinhaltet das Kriegerdenkmal
von Josef Deutschmann aus dem Jahre 1921. Der Friedhof, die Paurkapelle sowie das Kriegerdenkmal sind denkmalgeschützt.